# ایلیا مارکوف
ایلیا مارکوف (انگلیسی: Ilya Markov؛ زادهٔ ۱۹ ژوئن ۱۹۷۲) ورزشکار دو و میدانی اهل اتحاد جماهیر شوروی سوسیالیستی است.